# Нетреба (Вараський район)
Нетре́ба — село в Антонівській сільській громаді Вараського району Рівненської області України. Населення становить 583 осіб.

## Географія
Село розташоване на лівому березі річки Горині.

## Історія
У 1906 році село Городецької волості Луцького повіту Волинської губернії. Відстань від повітового міста 116 верст, від волості 10. Дворів 32, мешканців 244.

## Населення
За переписом населення 2001 року в селі мешкало 575 осіб.

### Мова
Розподіл населення за рідною мовою за даними перепису 2001 року:
| Мова       | Відсоток |
| ---------- | -------- |
| українська | 98,11 %  |
| російська  | 1,72 %   |
| вірменська | 0,17 %   |

## Відомі люди
- Косаківський Анатолій Лук'янович — український медик, винахідник, професор.
- Катрук Іван Степанович (1945—2011) — український поет.